# Octacysta
Octacysta is een geslacht van wantsen uit de familie van de Tingidae (Netwantsen). Het geslacht werd voor het eerst wetenschappelijk beschreven door Drake and Ruhoff in 1960.

## Soorten
Het genus is monotypisch en bevat alleen de volgende soort:

- Octacysta echii (Fabricius, 1803)